# Карл Флорус фон Дона-Шлодиен
Карл Флорус фон Дона-Шлодиен (на немски: Carl Florus Burggraf und Graf zu Dohna-Schlodien; * 6 декември 1693 в Хунген; † 29 юли 1765 в Шлодиен в Гладише, Източна Прусия/Полша) от род Дона, линия Шлодиен, е бургграф и граф на Дона-Шлодиен в Източна Прусия/Полша.
Той е най-големият син (от единадесет деца) на пруския генерал и дипломат, бургграф и граф Кристоф I фон Дона-Шлодиен (1665 – 1733) и съпругата му графиня и бургграфиня Фреде-Мария фон Дона (1660 – 1729), дъщеря на бургграф и граф Кристиан Албрехт фон Дона (1621 – 1677) и София Доротея ван Бредероде (1620 – 1678). Братята му са Вилхелм Александер (1695 – 1749), пруски генерал-лейтенант, Кристоф II (1702 – 1762), пруски генерал, и Кристиан (1704; † сл. 1733 в Америка). Сестрите му са Амалия (1692 – 1761), омъжена 1715 г. за 1. княз Ханс Карл фон Каролат-Бойтен (1688 – 1763), Фреде-Мария (1695 – 1772), омъжена 1714 г. за бургграф и граф Адолф Кристоф фон Дона-Лаук (1683 – 1736), и Урсула Анна (1700 – 1761), омъжена 1721 г. за херцог Фридрих Вилхелм II фон Шлезвиг-Холщайн-Зондербург-Бек (1687 – 1749).

## Фамилия
Карл Флорус фон Дона-Шлодиен се жени на 1 декември 1719 г. в Шлобитен за бургграфиня и графиня Йохана Шарлота фон Дона-Шлобитен (* 9 декември 1699, Берлин; † 12 ноември 1726, Шлодиен), дъщеря на бургграф и граф Александер фон Дона-Шлобитен (1661 – 1728) и бургграфиня и графиня Амалия Луиза фон Дона-Карвинден (1661 – 1724). Те имат децата:
- Амалия фон Дона-Шлодиен (* 12 октомври 1723, Шлодиен; † 8 май 1798, Квитайни, Полша), омъжена 1742 г. в Шлодиен за граф Филип Ото фон Дьонхоф (* 4 март 1710, Мемел; † 25 април 1787, Квитайни, Полша), син на граф Ото Магнус фон Дьонхоф (1665 – 1717) и бургграфиня и графиня Амелия Луиза фон Дона-Шлобитен (1686 – 1757), дъщеря на граф и бургграф генерал-фелдмаршал Александер фон Дона-Шлобитен (1661 – 1728) и графиня и бургграфиня Емилия (Амалия) Луиза фон Дона-Карвинден (1661 – 1724)
- Фридерика фон Дона-Шлодиен (* 13 октомври 1724, Шлодиен; † 1 октомври 1798, Шлодиен)
- Кристоф III фон Дона-Шлодиен (* 20 август 1725, Шлодиен; † 4 април 1781, Шлодиен), бургграф и граф, женен на 23 юли 1750 г. в Каролат за Мария Елеонора фон Шьонайх-Каролат (* 31 август 1729; † 31 август 1789), дъщеря на княз Ханс Карл фон Каролат-Бойтен (1689 – 1763) и бургграфиня и графиня Амалия фон Дона-Шлодиен (* 4 юли 1692, Вианен; † 20 октомври 1761, Каролат), дъщеря на бургграф и граф Кристоф I фон Дона-Шлодиен (1665 – 1733) и бургграфиня и графиня Фридерика Мария фон Дона-Шлобитен (1660 – 1729).
- София Вилхелмина фон Дона-Шлодиен (* 26 октомври 1726, Шлодиен; † 31 май 1754), омъжена на 4 декември 1750 г. в Шлодиен за бургграф и граф Адолф Кристиан фон Дона-Лаук (* 27 март 1718; † 15 август 1780), син на Адолф Кристоф фон Дона-Лаук (1683 – 1736) и Фреде-Мария фон Дона-Шлодиен (1695 – 1772), дъщеря на граф и бургграф Кристоф I фон Дона-Шлодиен (1665 – 1733) и Фреде-Мария фон Дона (1660 – 1729)

Карл Флорус фон Дона-Шлодиен се жени втори път на 20 ноември 1727 г. в Райхтерсвалде за бургграфиня и графиня Албертина фон Дона-Лаук (* 19 август 1684, Замрод; † 4 юни 1751, Шлодиен), дъщеря на бургграф и граф Кристоф Фридрих фон Дона-Лаук (1652 – 1734) и графиня Йохана Елизабет фон Липе-Детмолд (1653 – 1690). Бракът е бездетен.
Карл Флорус фон Дона-Шлодиен се жени трети път във Волфсхаген на 30 ноември 1752 г. във Волфсхаген за графиня Доротея Луиза Албертина фон Шверин (* 12 август 1715, Берлин; † 22 ноември 1787, Карвинден), дъщеря на граф Фридрих Вилхелм фон Шверин (1678 – 1727) и фрайин Шарлота Луиза фон Хайден (1678 – 1732). Те имат две деца:
- Амелия Луиза Каролина фон Дона-Шлодиен (* 2 декември 1753, Кьонигсберг; † 27 декември 1828, Карвинден)
- Карл Лудвиг Александер фон Дона-Шлодиен (* 30 юни 1758, Шлодиен; † 9 юли 1838, Шлодиен), женен на 10 октомври 1781 г. в Лаук за бургграфиня и графиня Вилхелмина Луиза Ернестина фон Дона-Лаук (* 3 октомври 1761, Берлин; † 17 октомври 1827, Шлодиен), дъщеря на граф и бургграф Кристоф Белгикус фон Дона-Лаук (1715 – 1773) и графиня Амалия Вилхелмина Финк фон Финкенщайн (1737 – 1765); имат два сина